# Brooke Sweat
Brooke Sweat (27 de março de 1986) é uma jogadora de vôlei de praia estadunidense.

## Carreira
Nos Jogos Olímpicos de Verão de 2016 ela representou  seu país ao lado de Lauren Fendrick, caindo na fase de grupos.

## Títulos e resultados
- Future de Cracóvia do Circuito Mundial de 2024
- Future de Sveti Vlas do Circuito Mundial de 2024